# Bolero (film)
Bolero är en amerikansk dramafilm med erotiska inslag från 1984 i regi av John Derek. Huvudrollen, en ung kvinna som söker världen över efter den perfekte mannen för att bli av med sin oskuld, spelas av Bo Derek, som också var filmens producent.
Filmen diskvalificerades av MPAA för "R"-klassificering på grund av sina många sex- och nakenscener, vilket föranledde regissören att fatta det något ovanliga beslutet att släppa filmen utan klassificering, "unrated".
Kritikerna sågade filmen, som vann sex Golden Raspberry Awards, bland annat "Sämsta film". 1990 var den också nominerad till "årtiondets sämsta film", men förlorade.

## Rollista
- Bo Derek - Ayre "Mac" MacGillvary
- George Kennedy - Cotton
- Andrea Occhipinti - Angel
- Ana Obregon - Catalina
- Olivia d'Abo - Paloma
- Greg Bensen - Sheik
- Ian Cochrane - Robert
- Marta Miller - Evita
- Mickey Knox - Sleazy Moroccan Guide
- Paul Stacey - Young Valentino #1
- James Stacy - Young Valentino #2